# Янгел (кратер)
Янгел е името на малък ударен кратер на Луната. Разположен е върху неравен терен на север от Mare Vaporum. Това е относително самостоятелен кратер, като най-близкият се намира на 100 km разстояние. На югоизток се намира кратерът Манилиус. На североизток е разположен кратерът Конон. На север от Янгел се намира малкото лунно море Lacus Felicitatis (море на щастието).
Янгел е кръгъл с вдлъбната форма. Вътрешността на кратерът има относително малко албедо, което се прелива с тъмния цвят на лунното море на юг.